# Nueva cronología

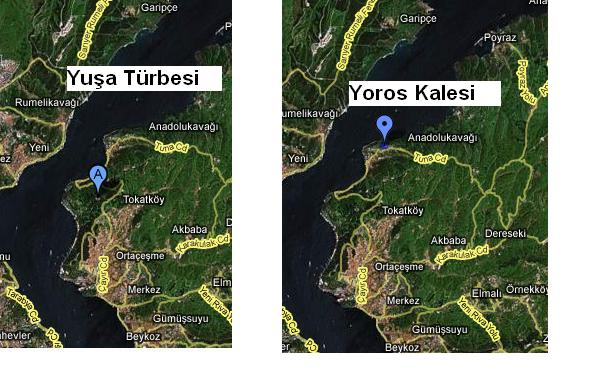
Tesis de Anatoli Fomenko: Jesucristo fue el emperador bizantino Andrónico I Comneno (1152-1185), quien fue torturado en el hipódromo de Constantinopla. La evangélica Jerusalén sería en realidad el medieval Castillo de Yoros.

La nueva cronología es una teoría pseudohistórica asociada al matemático ruso Anatoli Fomenko (1945-) en colaboración con colegas de su misma nacionalidad, incluido Gleb Nosovski (1958-), quienes utilizan matemática aplicada, astrofísica y otras ciencias para afirmar que la cronología histórica convencional está viciada y es fundamentalmente errónea, e intentan volver a escribir la historia mundial.
Las ideas de esta «nueva cronología» son continuación directa de las postuladas por el astrónomo y enciclopedista ruso Nikolai Morózov (1854-1946), e incluso podrían haber tenido su origen en las teorías del erudito francés Jean Hardouin (1646-1729). Sin embargo, la nueva cronología está comúnmente asociada con el matemático ruso Anatoli Fomenko (1945-), aunque los trabajos publicados sobre el tema son en realidad una colaboración entre Fomenko y otros matemáticos. El concepto está ampliamente explicado en su obra, publicada originalmente en  ruso, con traducción al inglés: History: Fiction or Science? («Historia: ¿ficción o ciencia?»)
Esta doctrina conspirativa propone además que la historia mundial anterior al año 1600 d. C. ha sido ampliamente falsificada para satisfacer los intereses de varios conspiradores diferentes, incluidos el Vaticano, el Sacro Imperio Romano y la Casa Rusa de Romanov, todos trabajando para oscurecer la «verdadera» historia del mundo, para ocultar la existencia de un imperio mundial llamado la «Horda Rusa».

## Descripción

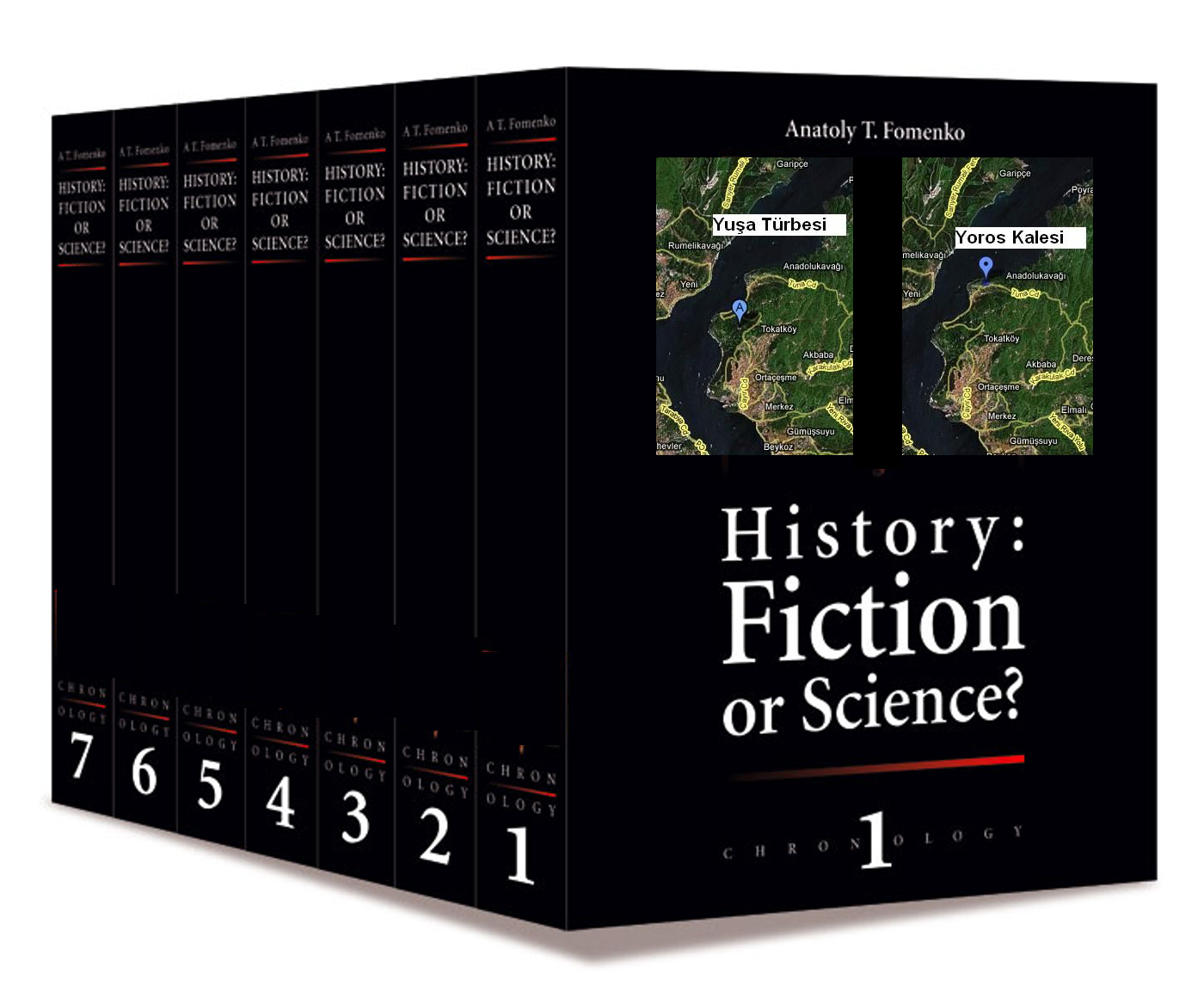
History: fiction or science? Chronology (‘La historia, ¿ficción o ciencia?; cronología’), volúmenes 1 a 7.

La nueva cronología contiene una reconstrucción, una cronología alternativa, radicalmente más corta que la cronología convencional, ya que mantiene que toda la Historia de la Antigüedad se «introduce» en la Edad Media, y la Alta Edad Media es eliminada. De acuerdo con las afirmaciones de Fomenko, la historia escrita de la humanidad comienza como muy temprano en el 800 d. C.; según él, casi no tendríamos ninguna información sobre acontecimientos del período 800-1000 d. C., y la mayoría de los acontecimientos históricos que conocemos como antiguos y altomedievales ocurrieron en realidad entre los años 1000-1500 d. C.
La teoría propone además que esta «distorsión» de la historia europea, corresponde a una conspiración de la Iglesia católica y el Sacro Imperio Romano Germánico para oscurecer la existencia de un gran imperio euroasiático: la «Horda Rusa».
Mientras que algunos investigadores convencionales han ofrecido cronologías revisadas de la historia clásica y bíblica que acortan la duración de la historia antigua, eliminando varias «Edades Oscuras», ninguna de estas cronologías revisionistas es tan radical como la de Fomenko. La nueva cronología es rechazada por los historiadores y no es compatible ni con la datación absoluta ni con la datación relativa, técnicas utilizadas de forma amplia por la comunidad académica. Los historiadores, arqueólogos y demás especialistas consideran la nueva cronología como pseudocientífica.

## Método y principios
El principal y más simple método aplicado por Fomenko es la correlación estadística de textos. Su suposición básica es que un texto que describe una secuencia de eventos dedicará más espacio a los eventos más importantes (por ejemplo, un período de guerra o disturbios tendrá mucho más espacio en el texto que un período de años pacíficos), y que esta irregularidad seguirá siendo visible en otras descripciones del período. Para cada texto analizado se diseña una función que mapea cada año mencionado en el texto con el número de páginas, líneas o letras dedicadas a su descripción y luego se compara dicha función con otros textos. Por ejemplo, Fomenko compara la historia de Roma escrita por Tito Livio con una historia moderna de Roma escrita por el historiador ruso V. S. Sergeev, y descubre que ambas tienen una alta correlación y, por lo tanto, describen el mismo período de la historia, lo cual es indiscutible. A la vez, cuando compara textos modernos que describen diferentes períodos, obtiene una baja correlación, como se esperaba. Entonces, si cuando compara, por ejemplo, la historia antigua de Roma con la historia medieval de Roma, logra una alta correlación, concluye que la historia antigua de Roma es una copia de la historia medieval de Roma.
De una manera similar, también compara dos dinastías. Primero, crea una base de datos de gobernantes, que contiene información relevante sobre cada uno de ellos, luego, crea un cuadro de propiedades de cada uno de ellos, a las cuales se le asigna un número, que describe el grado de coincidencia de cada propiedad. Por ejemplo, una de las propiedades es la forma en que murió; si dos gobernantes fueron envenenados, obtienen un valor de +1 en su respectiva propiedad, si uno fue envenenado y otro muerto en combate, obtienen -1; y si uno fue envenenado y otro murió de enfermedad, obtienen 0. Otras propiedades tienen que ver con sus hazañas, su descendencia y su relevancia en el contexto de la historia reseñada. Aplicando este método, Fomenko analiza las dinastías, por ejemplo, de los reyes de Israel y las correlaciona con los emperadores del Imperio Romano Occidental tardío (300-476 d. C.) y encuentra correlaciones entre sus reinados, por lo cual concluye que ambas dinastías corresponden a los mismos soberanos, y una es el duplicado de la otra. Añade que estas correlaciones no aparecen en las dinastías posteriores al siglo XVII.
Fomenko utiliza para demostrar la correlación entre los reinados los datos de las Tablas cronológicas de J. Blair (publicadas en Moscú entre 1808 y 1809) complementadas con listas de gobernantes y la duración de sus reinos extraídas de otras tablas y monografías, tanto medievales como contemporáneas, sostiene que dichas tablas, más cercanas a la época de Scaliger, muestran como se duplicaron los eventos. Al contrario, las tablas y resúmenes más recientes, son poco confiables porque han sido demasiado retocados por los historiadores de los siglos XIX y XX.

## Principales conclusiones
En la tesis de la Nueva cronología, ciertos eventos y lugares, son duplicados de otros. Con base en la estadística, pero basado en los textos históricos, Fomenko sostiene que hasta el siglo XVII, los historiadores y traductores asignaban diferentes fechas y lugares a relatos de los mismos eventos históricos, creando lo que llaman: «copias fantasma» de los mismos. Estas copias estaban mal fechadas por siglos o incluso milenios y terminaron incorporadas a la cronología convencional. El responsable de este error, según Fomenko, fue Joseph Justus Scaliger en sus obras: «Opus Novum de emendatione temporum» (1583) y «Thesaurum temporum» (1606), donde se contienen secuencias repetidas de fechas, inspiradas en los principios cabalísticos. El jesuita Dionisio Petavio completó esta cronología en su libro: «De Doctrina Temporum», (1627-1632).
Ahora bien, esta interpretación errónea, era muy útil al papado y a los reyes de Occidente, que deseaban dotar a su Iglesia y sus dinastías del prestigio del tiempo, a la vez que cortar lazos con las civilizaciones de Europa del Este, que habían sido las dominantes hasta ese momento.
Fomenko considera que «Roma», por ejemplo, alude al poder imperial y puede corresponder a diferentes ciudades o estados. En su interpretación, la «Primera Roma» o Roma Antigua, también llamada «Mizraim» es un antiguo reino egipcio en el delta del Nilo con su capital en Alejandría, la segunda y más famosa «Roma» es Constantinopla, a la cual pueden atribuirse hechos y personajes de la antigua Roma, mientras que la «tercera Roma» corresponde a tres ciudades diferentes: Constantinopla, Roma en Italia (fundada en 1380 de nuestra era por Eneas) y Moscú, capital del Imperio de la Gran Horda Rusa.
Este imperio turco-eslavo es un elemento central de la nueva cronología de Fomenko. Se trata de un estado gigantesco que tuvo un papel dominante en la historia de Eurasia antes del siglo XVII y cuyo recuerdo fue borrado por los eruditos occidentales y, luego, por la Dinastía Románov.
La tesis de Fomenko no afecta solamente a la cronología, sino al desarrollo mismo de la historia y hasta de la geografía. En efecto, las ciudades históricas de Jerusalén, Roma y Troya corresponden a una única ciudad llamada Nueva Roma, que corresponde a Estambul (Turquía) y, más precisamente, al actual Castillo de Yoros.
Entre otras identificaciones «alternativas», Fomenko afirma que la catedral de Santa Sofía es, en realidad, el Templo de Salomón, descrito en la Biblia y que este rey de Israel no es otro que el sultán otomano Solimán el Magnífico (1494-1566).
Según Fomenko, Jesús es una figura compuesta y un reflejo del profeta Eliseo, del Papa Gregorio VII, de san Basilio de Cesarea e incluso del emperador chino Jingzong de la dinastía Xia Occidental, además de otros personajes míticos. Las diferencias entre las biografías de estas figuras son, según esta teoría, el resultado de diferencias en idiomas, puntos de vista y marco temporal de los autores. En su interpretación, sin embargo, hay una figura histórica detrás del personaje de Jesucristo, a saber: el emperador bizantino Andrónico I Comneno, nacido en Crimea, el 25 de diciembre de 1152 d. C. y
crucificado el 20 de marzo de 1185 d. C., en la colina de Josué, es decir de Jesús, frente al Bósforo.

## Recepción y crítica

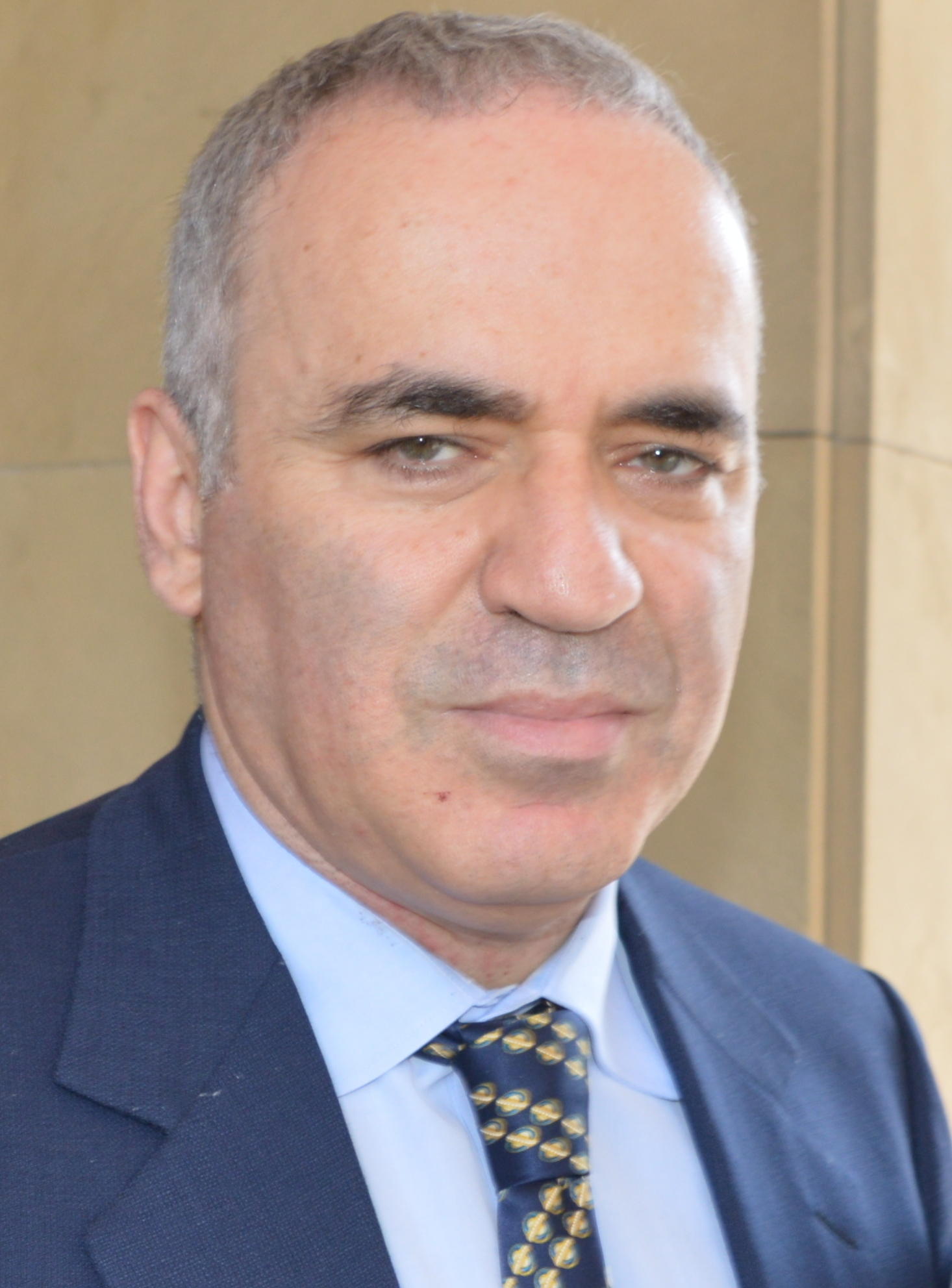
Garri Kasparov, excampeón de ajedrez y partidario de la teoría de la nueva cronología

Las ideas históricas de Fomenko han sido universalmente rechazadas por los historiadores, arqueólogos y expertos en cronología, quienes no dudan en calificarla como pseudociencia.
Sin embargo, el excampeón mundial de ajedrez Garri Kasparov, se sintió interesado por estas teorías, que coincidían con algunas de las suyas acerca de la historia del arte, y escribió artículos de apoyo a la misma en la revista Ogoniok. Kasparov consideraba que la idea popular de la Edad Media como Edad Oscura es errónea y eso lo acercó a la metodología de Fomenko.
El ajedrecista, sin embargo, no aceptó las conclusiones ni las reconstrucciones históricas del matemático.
La nueva cronología recibió en diciembre de 1999 un análisis crítico exhaustivo en la mesa redonda Los mitos de la nueva cronología, presidida por el decano del departamento de Historia de la Universidad Estatal de Moscú.
Uno de los participantes en esa mesa redonda, el distinguido arqueólogo ruso Valentin Yanin (1929-2020) comparó el trabajo de Fomenko con «el juego de manos de [el mago] David Copperfield».El lingüista Andréi Zaliznyak (1935-2017) argumentó que mediante el uso de los enfoques de Fomenko se puede "probar" cualquier correspondencia histórica, por ejemplo, entre los faraones del Antiguo Egipto y los reyes de Francia.
En 2004, en la Feria Internacional del Libro de Moscú, Anatoli Fomenko y su coautor Gleb Nosovsky recibieron por sus libros sobre "nueva cronología" el antipremio llamado «Abzatz» (literalmente 'párrafo', una palabra de la jerga rusa que significa 'desastre' o ' fiasco ') como el peor libro publicado en Rusia.
Los críticos han acusado a Fomenko de alterar los datos para mejorar el ajuste con sus ideas y destacan que viola una regla clave de la estadística al seleccionar coincidencias del registro histórico que respaldan su cronología, mientras ignora las que no lo hacen, creando correlaciones artificiales.